# Zhao Jingbiao
Pour les articles homonymes, voir Zhao (homonymie).
Dans ce nom chinois, le nom de famille, Zhao, précède le nom personnel.
Zhao Jingbiao, né le 6 mars 1995, est un coureur cycliste chinois.

## Palmarès et résultats

### Palmarès par année
- 2013
  - 3e du championnat de Chine sur route
- 2014
  -  Champion de Chine sur route
  - 3e du championnat de Chine du contre-la-montre
- 2016
  - 3e étape du Tour de Fuzhou
- 2017
  -  Champion de Chine sur route

### Classements mondiaux
| Année         | 2015 | 2016 |
| ------------- | ---- | ---- |
| UCI Asia Tour | 160e | 406e |